# Vaudeloges
Vaudeloges és un municipi francès situat al departament de Calvados i a la regió de Normandia. L'any 2007 tenia 203 habitants.

## Demografia

### Població
El 2007 la població de fet de Vaudeloges era de 203 persones. Hi havia 71 famílies de les quals 25 eren unipersonals (17 homes vivint sols i 8 dones vivint soles), 17 parelles sense fills, 25 parelles amb fills i 4 famílies monoparentals amb fills.
La població ha evolucionat segons el següent gràfic:
Habitants censats

### Habitatges
El 2007 hi havia 104 habitatges, 80 eren l'habitatge principal de la família, 17 eren segones residències i 7 estaven desocupats. Tots els 102 habitatges eren cases. Dels 80 habitatges principals, 68 estaven ocupats pels seus propietaris, 5 estaven llogats i ocupats pels llogaters i 6 estaven cedits a títol gratuït; 1 tenia una cambra, 2 en tenien dues, 12 en tenien tres, 23 en tenien quatre i 42 en tenien cinc o més. 66 habitatges disposaven pel capbaix d'una plaça de pàrquing. A 37 habitatges hi havia un automòbil i a 38 n'hi havia dos o més.

### Piràmide de població
La piràmide de població per edats i sexe el 2009 era:
| Homes | Edats   | Dones |
| ----- | ------- | ----- |
| 0     | 95 o +  | 0     |
| 0     | 90 a 94 | 0     |
| 0     | 85 a 89 | 4     |
| 0     | 80 a 84 | 0     |
| 8     | 75 a 79 | 0     |
| 8     | 70 a 74 | 8     |
| 4     | 65 a 69 | 8     |
| 8     | 60 a 64 | 12    |
| 4     | 55 a 59 | 4     |
| 4     | 50 a 54 | 4     |
| 8     | 45 a 49 | 4     |
| 0     | 40 a 44 | 8     |
| 12    | 35 a 39 | 4     |
| 0     | 30 a 34 | 0     |
| 4     | 25 a 29 | 8     |
| 8     | 20 a 24 | 0     |
| 12    | 15 a 19 | 4     |
| 4     | 10 a 14 | 12    |
| 0     | 5 a 9   | 4     |
| 0     | 0 a 4   | 0     |

## Economia
El 2007 la població en edat de treballar era de 127 persones, 99 eren actives i 28 eren inactives. De les 99 persones actives 86 estaven ocupades (57 homes i 29 dones) i 12 estaven aturades (4 homes i 8 dones). De les 28 persones inactives 7 estaven jubilades, 6 estaven estudiant i 15 estaven classificades com a «altres inactius».

### Ingressos
El 2009 a Vaudeloges hi havia 80 unitats fiscals que integraven 211,5 persones, la mediana anual d'ingressos fiscals per persona era de 14.372 €.

### Activitats econòmiques
Dels 5 establiments que hi havia el 2007, 1 era d'una empresa de fabricació d'altres productes industrials, 1 d'una empresa de construcció, 2 d'empreses de comerç i reparació d'automòbils i 1 d'una empresa d'hostatgeria i restauració.
L'any 2000 a Vaudeloges hi havia 10 explotacions agrícoles que ocupaven un total de 810 hectàrees.

## Poblacions més properes
El següent diagrama mostra les poblacions més properes.